# Iosif Kobzon
Iosif Kobzon (în rusă Иосиф Давыдович Кобзон; n. 11 septembrie 1937, Ceasov Iar, RSS Ucraineană, URSS – d. 30 august 2018, Moscova, Rusia) a fost un cântăreț rus.